# Venturi Grand Prix
Venturi Grand Prix is een Monegaskisch autosportteam dat deelneemt aan de Formule E. Het team is opgericht door Venturi-eigenaar Gildo Pallanca Pastor en acteur Leonardo DiCaprio.

## Geschiedenis
Het team doet vanaf het seizoen 2014-2015, het eerste seizoen van de Formule E, mee aan het kampioenschap. In het eerste seizoen heeft het Nick Heidfeld en Stéphane Sarrazin als coureurs.
In mei 2018 werd een driejarig contract afgesloten met Felipe Massa met ingang van het seizoen 2018- 2019, Edoardo Mortara werd ingehuurd als teamgenoot van Massa.
Aan het eind van het seizoen 2022 maakte het team bekend dat de activiteiten voortgezet werden onder de naam Maserati MSG Racing.